# Trimerotropis inyo
Trimerotropis inyo es una especie de saltamontes perteneciente a la familia Acrididae. Es difícil de diferenciar de T. occidentalis, excepto que se encuentra más al este. Se encuentra en Sierra Nevada, California, Norteamérica. Su hábitat es laderas rocosas, generalmente con material suelto.